# Avtalet om Storbritanniens utträde ur Europeiska unionen
Avtalet om Storbritanniens utträde ur Europeiska unionen, eller enbart utträdesavtalet, är ett internationellt avtal mellan Europeiska unionen och Storbritannien som reglerar Storbritanniens utträde ur Europeiska unionen. Det undertecknades den 24 januari 2020 i Bryssel, Belgien, och trädde i kraft den 1 februari 2020. Avtalstexten publicerades ursprungligen den 14 november 2018 efter en överenskommelse mellan unionen och Storbritannien. Den brittiska regeringen under Theresa May lyckades dock inte få avtalet ratificerat i det brittiska parlamentet, främst på grund av motstånd till avtalets bestämmelser om den irländsk–nordirländska gränsen. Denna del av avtalet omförhandlades senare under 2019 under Boris Johnsons regering och ledde fram till en något justerad avtalstext i oktober 2019. Avtalet trädde i kraft den 1 februari 2020 när Storbritannien lämnade Europeiska unionen.
I stora drag innebar utträdesavtalet att europeisk unionsrätt fortsatte att vara tillämplig i Storbritannien under en övergångsperiod fram till och med den 31 december 2020. Under denna period var dock Storbritannien inte längre representerat i unionens institutioner, organ och byråer. Under övergångsperioden slöts ett nytt handels- och samarbetsavtal mellan unionen och Storbritannien om de framtida ekonomiska och politiska förbindelserna.
Utöver utträdesavtalet enades Europeiska unionen och Storbritannien om en politisk förklaring om deras framtida relation.

## Övergångsbestämmelser
Avtalet innehåller bestämmelser om en övergångsperiod som sträcker sig från den 1 februari 2020 till den 31 december 2020. Under denna period kommer Storbritannien i stort sett att omfattas av all unionsrätt precis som tidigare när landet var en medlemsstat i Europeiska unionen. Till exempel kommer landet fortfarande ingå i Europeiska unionens tullunion och den inre marknaden med de fyra friheterna. Däremot kommer Storbritannien inte längre vara representerat i unionens institutioner. Brittiska medborgare kommer också förlora de demokratiska rättigheter som följer av EU-fördragen, till exempel att rösta i val till Europaparlamentet, i kommunala val i andra EU-länder där en brittisk medborgare är bosatt eller att delta i europeiska medborgarinitiativ. Storbritannien kommer inte heller omfattas av den unionsrätt som landet redan som medlem stod utanför, till exempel eurosamarbetet och större delen av Schengensamarbetet.
Efter övergångsperiodens slut väntas ett nytt handels- och partnerskapsavtal vara på plats mellan EU och Storbritannien. Om så inte är fallet kan båda parter komma överens om att förlänga övergångsperioden, som längst fram till och med den 31 december 2022.
En särskild regel gäller för Nordirland som efter övergångsperiods slut kommer fortsatt i praktiken tillhöra EU:s tullunion, även om de formellt inte ska göra det. Tull kommer inte tas ut på varor som transporteras från Irland till Nordirland, på villkor att de inte transporteras vidare till övriga Storbritannien, liksom på varor från som transporteras från Storbritannien till Nordirland men inte till Irland eller övriga EU. Företag får tillbaka eventuella tullavgifter efter varorna sålts i Nordirland. I gengäld kommer det inte att bli fullständiga tullkontroller mellan Nordirland och Irland. Detta skapar en slags tullgräns mellan Nordirland och övriga Storbritannien.
Northern Ireland Assembly (Nordirlands parlament) kommer vart fjärde år (första gången 2024) att få rösta om att avskaffa Nordirlands särställning gentemot EU.

## Uppehållsstatus
Avtalet innehåller särskilda bestämmelser för personer som utnyttjade sin uppehållsrätt vid det brittiska utträdet men förlorade den på grund av detta. Enligt avtalet kan dessa personer erhålla en särskild uppehållsstatus på obegränsad tid, som ger innehavaren i stort sett samma rättigheter som uppehållsrätten, dock begränsat till boendelandet. Uppehållsstatusen kan gå förlorad på samma sätt som uppehållsrätt, till exempel genom grovt brott.